# 郭祚
郭 祚（かく そ、449年 - 515年）は、北魏の官僚・政治家。字は季祐。本貫は太原郡晋陽県。

## 経歴
魏の車騎将軍郭淮の弟の郭亮の末裔にあたる。郭祚の祖父の郭逸は并州別駕となり、前後してふたりの娘を司徒の崔浩にとつがせ、ひとりの娘を崔浩の弟の上党郡太守崔恬にとつがせた。太武帝のとき、崔浩が重用されるようになると、郭逸は徐州刺史に任じられ、仮の楡次県侯とされ、光禄大夫の位を贈られた。父の郭洪之は崔浩の国史事件に連座して処刑され、郭祚は逃亡して潜伏した。若くして父を失って貧しく、容姿も立派でなかったため、郷里の人に知られることがなかった。郭祚は経書や史書を渉猟し、崔浩の書を手本に練習して、書簡や文章で世に知られるようになった。20歳のときに并州主簿となり、刺史の孫小に書記の仕事を任された。
孝文帝の初年、秀才に挙げられ、対策の答案が最上位に挙げられて、中書博士に任じられた。中書侍郎に転じた。李沖の推挙により尚書左丞に転じ、長兼給事黄門侍郎とされた。孝文帝の南征に従い、帰還すると正式に黄門侍郎となった。497年（太和21年）、孝文帝が長安に行幸し、郭淮の廟に立ち寄ると、郭祚に祖先のことを訊ねると、太牢（牛・羊・豚の供物）をもって郭淮の廟を祭らせ、郭祚に祭文を自作させた。洛陽遷都に賛助した功績により、東光県子の爵位を受けた。黄門侍郎をつとめたまま散騎常侍に転じた。孝文帝が再び南征をおこなうと、郭祚は侍中として従い、尚書に任じられ、爵位を伯に進められた。
499年（太和23年）、孝文帝が死去し、宣武帝が即位すると、輔政の咸陽王元禧らの上奏により、郭祚は吏部尚書を兼ねた。まもなく長兼吏部尚書・并州大中正に任じられた。宣武帝は犯罪をおかした官吏が刑を逃れて長らく出頭しない場合、その兄弟に代わって刑罰を受けさせるよう命じた。郭祚が1人の罪によって2室を傾けるべきでないと上奏して反対したため、宣武帝はその意見を聞き入れて取りやめた。まもなく正式に吏部尚書となった。使持節・鎮北将軍・瀛州刺史として出向した。502年（景明3年）、郭祚は洛陽に入朝し、鎮東将軍・青州刺史に転じた。青州では凶作のために飢饉が発生していたため、郭祚は広く賑恤をおこなった。いっぽう滞留していた事案に裁決を下した。このため「煩緩」と呼ばれ、士民にその善政を慕われた。入朝して侍中・金紫光禄大夫・并州大中正となり、尚書右僕射に転じた。宣武帝の命により郭祚は侍中・黄門・参議らと議論して新令の制定にあたった。郭祚は本官のまま太子少師を兼ねた。郭祚が東宮に入ったとき、皇太子の元詡（後の孝明帝）は幼弱だったため、郭祚は黄色い瓜を取り出して太子に献上し、その信頼を勝ち取った。また宣武帝の側近の趙桃弓と御史中尉の王顕が帝に深く信頼されていたため、郭祚は私的にかれらに仕えた。当時の人で郭祚のことを非難する者は、「桃弓僕射」や「黄㼐少師」と呼んだ。宣武帝の末年、尚書左僕射に転じた。
515年（延昌4年）、宣武帝が死去し、孝明帝が即位した。南朝梁の将軍の康絢が浮山堰で淮水を決壊させて、揚州と徐州に人為的な洪水を引き起こさせた。郭祚は経験豊富な将軍に統軍30人と羽林1万5千人を率いさせ、あわせて洛陽の東の7州の虎旅9万を動員して南征させるよう上表した。朝議は郭祚の提案に従い、平南将軍の楊大眼を派遣して梁を討たせた。
郭祚は使持節・散騎常侍・都督雍岐華三州諸軍事・征西将軍・雍州刺史に任じられて出向した。ときに領軍の于忠が朝政を専横し、崔光らは身を屈して于忠に従った。郭祚はこのことを憎み、子の郭景尚を高陽王元雍のもとに派遣して、于忠を州刺史として出向させるよう説いた。8月乙亥、于忠はこれを聞いて激怒し、孝明帝の命と偽って郭祚を殺害した。享年は67。正光年間に使持節・車騎将軍・儀同三司・雍州刺史の位を追贈された。諡は文貞公といった。

## 子女
- 郭思恭（長男。20歳のときに并州に召し出されて主簿となった。早逝した）
- 郭景尚（字は思和。書伝を渉猟し、星占いを得意とした。はじめ彭城王元勰の下で中軍府参軍となった。員外郎・司徒主簿・太尉従事中郎を歴任した。当時の権臣や寵臣に良く仕えて、世間では「郭尖」と呼ばれた。孝明帝のとき、輔国将軍・中散大夫の位を受けた。中書侍郎に転じ、拝受しないうちに死去した）
- 郭慶礼（字は叔、著作佐郎・通直郎）

## 伝記資料
- 『魏書』巻64 列伝第52
- 『北史』巻43 列伝第31